# Тристан и Изолда (филм из 1970)
Тристан и Изолда је југословенски телевизијски филм из 1970. године. Режирала га је Вера Белогрлић, а сценарио је написао Александар Поповић.

## Улоге
| Глумац                   | Улога |
| ------------------------ | ----- |
| Сима Јанићијевић         |       |
| Јован Јанићијевић Бурдуш |       |
| Ђорђе Јелисић            |       |
| Злата Нуманагић          |       |
| Зоран Радмиловић         |       |
| Дина Рутић               |       |
| Гојко Шантић             |       |
| Славко Симић             |       |